# Allen Ginsberg
Irwin Allen Ginsberg, född 3 juni 1926 i Newark i New Jersey, död 5 april 1997 i East Village på Manhattan i New York i New York, var en amerikansk poet och författare.

## Liv och verk
Allen Ginsberg föddes i en judisk familj i Newark men växte upp i närbelägna Paterson. Han var poet och en av de mest kända figurerna i beatnikrörelsen, tillsammans med Jack Kerouac, William S. Burroughs, John Clellon Holmes och Neal Cassady, och han kände alla fyra. Hans genombrott skedde med den första diktsamlingen Howl och andra dikter (1956). Den långa dikten Howl orsakade en statlig konfiskering av bokens första upplaga och ett åtal för sedlighetsbrott. Dikten började: Jag såg min generations största begåvningar förstörda av galenskap, svältande hysteriska nakna.... 
På 1960-talet tog Ginsberg del i hippierörelsen. Han intresserade sig för österländskt religiöst tänkande, bland annat hinduism och zenbuddhism. Han blev vegetarian och provade även LSD. Han medverkade i NAMBLA. 1969 tilldelades han American Academy of Arts and Letters' litteraturpris. 1973 blev han invald som ledamot av samma akademi.
1974 grundade han Jack Kerouac School of Disembodied Poetics tillsammans med Anne Waldman.

## Utmärkelser
Asteroiden 11098 Ginsberg är uppkallad efter honom.

### Engelska
- Collected poems, 1947-1997 (2006)
- Family business : selected letters between a father and son
- Ankor Wat (1968)
- Deliberate prose : selected essays, 1952-1995 (2000)

### Svenska översättningar
- Tårgas & solrosor, övers. Gösta Friberg och Gunnar Harding (FIB:s Lyrikklubb, 1971)
- Sorgsna hyllningar av damm, övers. Mikael Ejdemyr (Fri Press, 1976)
- Yagebreven, tillsammans med William S. Burroughs, övers. Peter Stewart (Bakhåll, 1983)
- Howl och andra dikter, övers. Per Planhammar (Bakhåll, 1995)

#### På svenska i antologier, tidningar och tidskrifter[22]
- "[Dikter]" (översättning Reidar Ekner). I antologin Helgon & hetsporrar (Rabén & Sjögren, 1960), s. 49-56
- "Tjutet" ("Howl II") (översättning Lars Kleberg). I Helgon & hetsporrar, s. 41-48
- "Ett snabbköp i Kalifornien" (översättning Lars Kleberg). I tidskriften Lyrikvännen, 1960: nr 2, s. 7
- "Wichita Vortex Sutra" (översättning Gunnar Harding). I antologin Amerikansk undergroundpoesi (Wahlström & Widstrand, 1969), s. 51-66
- "[Dikter] (översättning Gunnar Harding). I antologin Poesi från USA (FIB:s lyrikklubb, 1972), s. 52-63
- "Återresa norr om Malströmmen" (översättning Gunnar Harding). I Lyrikvännen, 1972: nr 2, s. 40-41
- "City midnight junk strains" (översättning Gunnar Harding). I tidskriften Guru papers, nr 9/10 (1975), s. 8-11
- "Två dikter" (översättning Per Olov Henricson). I tidskriften Tidskrift, 1978: nr 2, s. 51-52
- "Plutoniskt ode" (översättning Gunnar Harding). I Lyrikvännen, 1979: nr 6, s. 28-31
- "Supermarket i Californien" (översättning Per Linde). I tidskriften Rip, 1983: nr 4, opag.
- "Fårskalle!" (översättning Reidar Ekner). I dagstidningen Aftonbladet, 9 feb 1983
- "Ode till förlorarna" (översättning Otto Mannheimer). I dagstidningen Dagens nyheter, 3 feb 1983 [i Mannheimers artikel "Jag talar med tre röster"]
- "Första festen hos Ken Kesyes med Hell's Angels" (översättning Peter Luthersson). I tidskriften Rip, 1983: nr 4, opag.
- "[Dikter]" (översättning Gunnar Harding). I antologin USA-poesi (Café existens, 1984), s. 465, 473-474
- "I oanständighetens namn" (översättning Eva Houltzén). I tidskriften Montage, 1991: nr 24-25, s. 4-10
- "Meditation och diktning". I tidskriften Artes, 1992: nr 1, s. 92-101
- "Varför jag mediterar" (översättning Gunnar Harding). I Artes, 1992: nr 1, s. 89
- "[12 dikter]" (översättning Gunnar Harding/Per Planhammar). I antologin Beat! (Wahlström & Widstrand, 2006), s. 121-158

### Fotnoter
1. ↑  hämtat från: nederländskspråkiga Wikipedia.[källa från Wikidata]
2. ↑  abART, abART person-ID: 25891, läst: 1 april 2021.[källa från Wikidata]
3. ↑  läs online, The New York Times .[källa från Wikidata]
4. ↑  Discogs, Discogs utgivnings-ID: 1616883, läs online.[källa från Wikidata]
5. ↑  Discogs, Discogs utgivnings-ID: 1261648, läs online.[källa från Wikidata]
6. ↑  läs online, www.allaboutjazz.com .[källa från Wikidata]
7. ↑  Allmusic, AllMusic artist-ID: mn0002297215.[källa från Wikidata]
8. ↑  läs online, Taylor & Francis .[källa från Wikidata]
9. ↑  läs online, www.huffingtonpost.com .[källa från Wikidata]
10. ↑  läs online, www.huffingtonpost.com .[källa från Wikidata]
11. ↑  läs online, www.sfgate.com  .[källa från Wikidata]
12. ↑  läs online, www.npr.org .[källa från Wikidata]
13. ↑  hämtat från: spanskspråkiga Wikipedia härlett från: Kategori:Amerikanska dagboksskrivare, läst: 20 juni 2019.[källa från Wikidata]
14. ↑  CONOR.Sl, CONOR.SI-ID: 15962211.[källa från Wikidata]
15. ↑  läs online, www.musicstack.com .[källa från Wikidata]
16. 1 2  Joseph Kahn (red.), The New York Times, The New York Times Company och Arthur Gregg Sulzberger, läs online och läs onlineläs online, läst: 16 juni 2021 .[källa från Wikidata]
17. ↑  hämtat från: engelskspråkiga Wikipedia.[källa från Wikidata]
18. ↑  COURAGE-registret, läs online.[källa från Wikidata]
19. ↑  ”Ur Harper's Magazine 1990”. Arkiverad från originalet den 16 mars 2009. https://web.archive.org/web/20090316113639/http://blog.beliefnet.com/crunchycon/2009/03/allen-ginsberg-matter-meets-an.html. Läst 10 mars 2011.
20. ↑  Uppgifter hämtade på den amerikanska akademins hemsida. artsandletters.org
21. ↑  ”Minor Planet Center 11098 Ginsberg” (på engelska). Minor Planet Center. https://www.minorplanetcenter.net/db_search/show_object?object_id=11098. Läst 4 juni 2023.
22. ↑   Det är från bibliografin i Bakhåll. 1994 (även kallad Stora katalogen), s. 48-49, vilken omfattar åren 1960-1992.